# Xenu

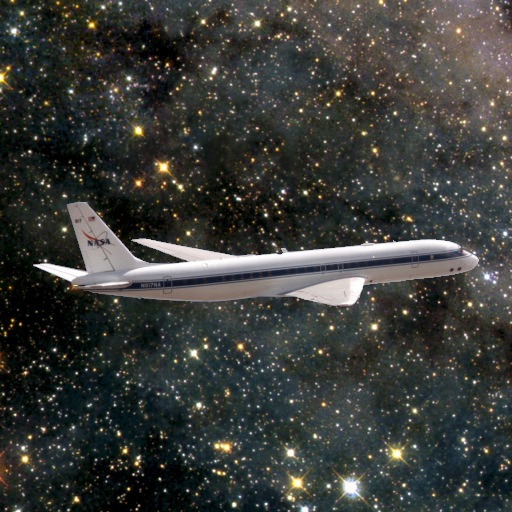
Representação artística do avião que trouxe os cidadãos da Confederação Galáctica à Terra, como supostamente descrito por L. Ron Hubbard.

Xenu (pronúncia em inglês: /ˈziːnuː/) é uma entidade mística da Cientologia. Segundo o fundador da religião, L. Ron Hubbard, Xenu era um ditador intergaláctico que, há 75 milhões de anos, trouxe bilhões de seres à Terra em aviões similares a um DC-8, alinhou-os perto de vulcões e os exterminou com bombas de hidrogênio. Os cientólogos acreditam que a essência de muitos dos seres exterminados por Xenu continuam a vagar na Terra, causando desequilíbrio mental e opressão aos seres humanos. Embora os cientólogos neguem publicamente a história de Xenu, como é recomendado pela doutrina, o assunto é ensinado aos membros Operating Thetan, no nível III.
Os rumores dizem que L. Ron Hubbard escreveu que Xenu era o ditador de uma Confederação Galática 75 milhões de anos atrás. A Confederação consistia de 76 estrelas e 26 planetas, incluindo a Terra, então chamada de Teegeeack. Os planetas sofriam de superpopulação, com um número médio de 178 bilhões de habitantes. O ditador Xenu, sofrendo ameaça de ser deposto, criou um plano para resolver o problema da superpopulação com a ajuda de psiquiatras. Ele ajuntou bilhões de indivíduos, paralisou-os e os congelou numa mistura de etanol com glicol para capturar suas almas. Os capturados foram então transportados para o local de seu extermínio, o planeta Teegeeack (a Terra).
Os indivíduos capturados por Xenu foram transportados por aviões cujo design seria expresso subconscientemente nos atuais Douglas DC-8, exceto que os aviões de Xenu não tinham turbinas. Quando eles chegaram a Teegeeack, os cidadãos paralisados foram descarregados nas bases dos vulcões ao redor do planeta. Com a detonação de bombas de hidrogênio nos vulcões, os indivíduos foram exterminados.
As almas das vítimas, chamadas de thetans, foram arremessadas no ar com a explosão. Elas foram capturadas pela equipe de Xenu e injetadas no mundo em "zonas de vácuo". As centenas de bilhões de thetans foram levadas para uma espécie de cinema, onde assistiram a filmes 3D. Assim, foram implantadas "várias ideias incorretas", ou implante R6, nas memórias dos thetans, como Deus, o Diabo e a Ópera Espacial. Esse método também implantou todas as principais religiões do mundo; L. Ron Hubbard atribuiu especificamente o Catolicismo Romano e a imagem da Crucificação à influência de Xenu. As duas "estações de implantes" citadas por Hubbard se encontravam no Havaí e nas Ilhas Canárias, segundo Corydon.
Além de implantar novas crenças nos thetans, as imagens eliminaram o seu senso de identidade pessoal. Ao fim das projeções, os thetans se agruparam aos milhares, nos poucos corpos físicos que sobreviveram à explosão. Essa é a origem dos chamados thetans corporais, que ainda afetam negativamente a vida de todos os seres humanos, exceto aqueles que se libertaram pela Cientologia.
Uma facção chamada Oficiais Leais finalmente derrubou o governo de Xenu, e o trancafiou numa armadilha eletrônica nas montanhas, de onde ele não escapou até hoje; sua localização é desconhecida. Teegeeack (a Terra) foi subsequentemente abandonada pela Confederação Galática e permanece sendo um planeta-prisão menor, apesar de que ele sofreu invasões alienígenas das Forças Invasoras desde então.